# Енн із Зелених Дахів
«Енн із Зелених дахів» (англ. Anne of Green Gables) — перший і один із найвідоміших романів канадської письменниці Люсі Мод Монтгомері, опублікований 1908 року. Роман неодноразово екранізували.

## Сюжет
Дія роману розгортається наприкінці XIX століття у Канаді. Вже немолоді брат із сестрою Метью та Марілла Катберти живуть на фермі «Зелені Дахи» в селі Ейвонлі на острові Принца Едварда, вирішують взяти із сирітського притулку в Новій Шотландії хлопця, котрий міг би допомагати їм у господарстві на фермі. 

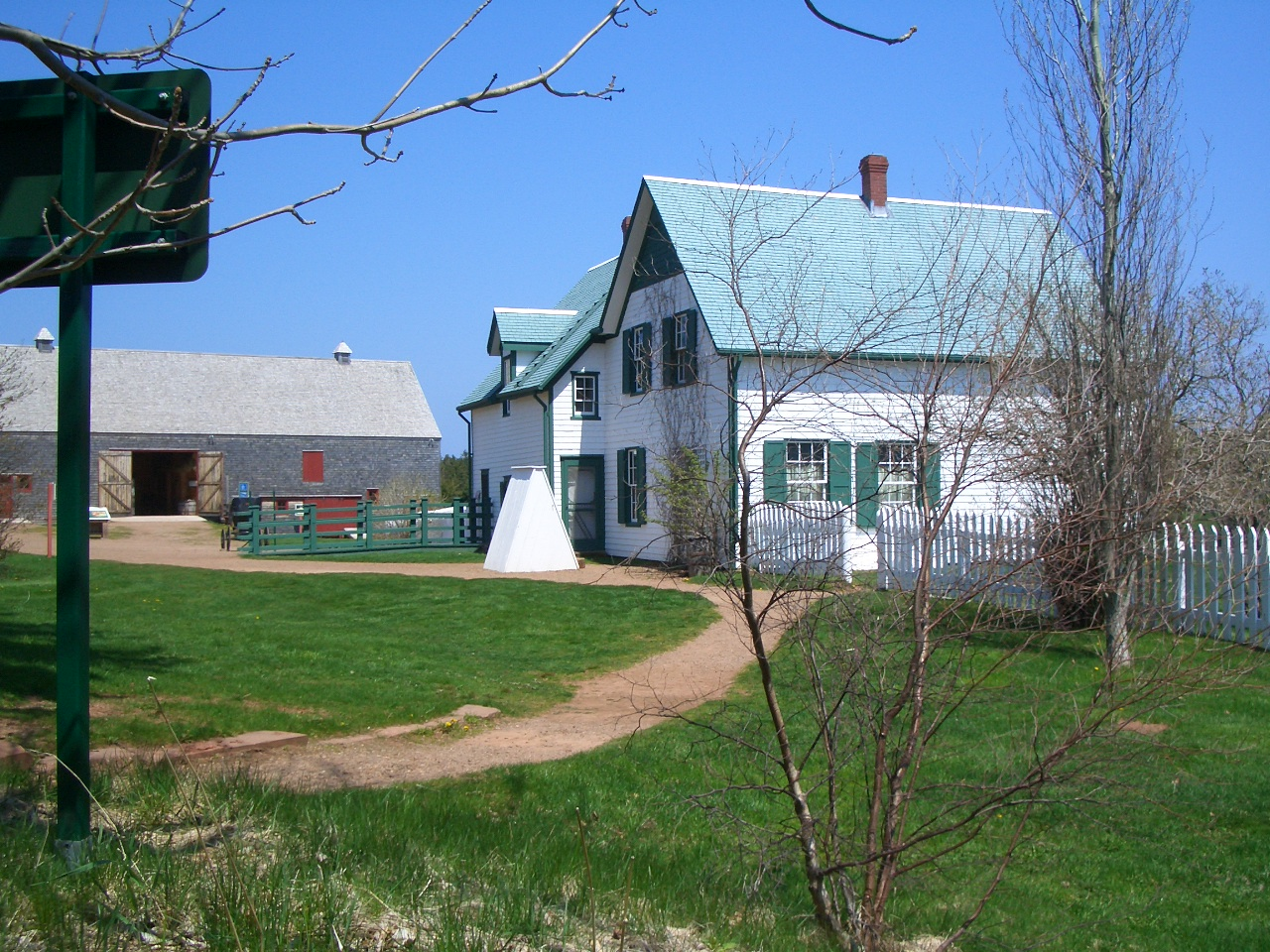
Зелені дахи, будинок розташований в Кавендіші

 Але через непорозуміння під їх дах потрапляє не хлопчик, а руденька худорлява дівчинка одинадцяти років на ім'я Енн Ширлі. Розумна, жива Енн жадає бути всім у радість, вона дуже балакуча, але в той же час їй не подобаються власне ім'я, бліде обличчя, всіяне веснянками, і руді кіски. Нові батьки навсправжки беруться за її виховання. Разом з тим дівчинка росте, але в ній як і раніше залишаються її дитяча безпосередність і прямота.
В основу роману «Енн із Зелених Дахів» (1905) покладено дитячі спогади письменниці. 1908 року книга вийшла у США. Успіх її був миттєвим і нечуваним. Марк Твен назвав руденьку героїню Монтгомері «найбільш зворушливою й чарівною дитиною художньої літератури із часів безсмертної Аліси».

## Пов'язані твори
Виходячи з популярності першої книги, Люсі-Мод Монтгомері написала серію творів, щоб продовжити історію своєї героїні Енн Ширлі. Вони перераховані в хронологічному порядку нижче за віком Енн в кожному з романів.
| # | Назва книги                   | Дата публікації | Вік Енн Ширлі |
| 1 | Енн із Зелених Дахів          | 1908            | 11-16         |
| 2 | Енн із Ейвонлі                | 1909            | 16-18         |
| 3 | Енн із Острова Принца Едварда | 1915            | 18-22         |
| 4 | Енн із Шелестких Тополь       | 1936            | 22-25         |
| 5 | Енн у Домі Мрії               | 1917            | 25-27         |
| 6 | Енн із Інглсайду              | 1939            | 34-40         |
| 7 | Діти з Долини Райдуг          | 1919            | 41            |
| 8 | Рілла з Інглсайду             | 1921            | 49-53         |

| # | Назва книги                       | Дата публікації | Вік Енн Ширлі |
| — | Ейвонлійські хроніки              | 1912            | —             |
| — | Ейвонлійські хроніки. Продовження | 1920            | —             |
| — | The Blythes Are Quoted            | 2009            | —             |

## Розділи
| - Розділ 1. Пані Рейчел Лінд дивується - Розділ 2. Метью Катберт дивується - Розділ 3. Марілла Катберт дивується - Розділ 4. Ранок у Зелених Дахах - Розділ 5. Історія Енн - Розділ 6. Марілла приймає рішення - Розділ 7. Енн молиться - Розділ 8. Виховання Енн розпочинається - Розділ 9. Пані Рейчел Лінд страшенно обурюється - Розділ 10. Енн просить пробачення - Розділ 11. Враження Енн від недільної школи - Розділ 12. Врочиста клятва й обіцянка - Розділ 13. Радощі очікування | - Розділ 14. Енн визнає себе винною - Розділ 15. Буря в шкільній склянці води - Розділ 16. Трагічні наслідки чаювання з Діаною - Розділ 17. Нова мета в житті - Розділ 18. Енн приходить на допомогу - Розділ 19. Концерт, катастрофа й каяття - Розділ 20. Багата уява призводить до сумних наслідків - Розділ 21. Нове слово в кулінарному мистецтві - Розділ 22. Енн дістає запрошення на чай - Розділ 23. Енн страждає, захищаючи власну честь - Розділ 24. Панна Стейсі та її учні готують концерт - Розділ 25. Метью наполягає на пишних рукавах - Розділ 26. Створення літературного клубу | - Розділ 27. Марнота й гонитва за вітром - Розділ 28. Безталанна «Лілейна діва» - Розділ 29. Епоха в житті Енн - Розділ 30. У підготовчому класі - Розділ 31. Там, де струмок у річку впадає - Розділ 32. Результати іспитів оприлюднено - Розділ 33. Концерт у готелі - Розділ 34. Семінаристка - Розділ 35. Навчальний рік у Королівській вчительській семінарії - Розділ 36. Слава та мрії - Розділ 37. Жнець на ім’я смерть - Розділ 38. Поворот на шляху |

## Видання українською мовою
Визнання українських читачів цикл книжок про Енн Ширлі здобув завдяки перекладам Анни Вовченко, які побачили світ у львівському видавництві «Урбіно».
- Монтгомері Л.-М. Енн із Зелених Дахів. — Львів: Урбіно, 2016. — 320 с. — ISBN 978-966-2647-08-2[4]
- Монтгомері Л.-М. Енн із Ейвонлі. — Львів: Урбіно, 2016. — 272 с. — ISBN 978-966-2647-12-9[6]
- Монтгомері Л.-М. Енн із Острова Принца Едварда. — Львів: Урбіно, 2016. — 272 с. — ISBN 978-966-2647-15-0[7]
- Монтгомері Л.-М. Енн із Шелестких Тополь. — Львів: Урбіно, 2016. — 288 с. — ISBN 978-966-2647-17-4[8]

## Екранізації
- 1919 — США, німий комедійно-драматичний фільм «Енн із Зелених Дахів», який бачила й сама авторка Люсі-Мод Монтгомері. Фільм вважають втраченим.
- 1934 — США, перша екранізація, що дійшла до наших днів.
- 1940 — США, сиквел «Енн із Шелестких Тополь» до попереднього фільму.
- 1956 — Канада, чорно-біла екранізація Anne of Green Gables.[en]
- 1972 — Велика Британія, 5-серійний фільм Anne of Green Gables[en], втрачений.
- 1975 — Велика Британія, BBC, «Енн із Ейвонлі» (Anne of Avonlea[en]) — 6-серійний фільм, сиквел до втраченого мінісеріалу 1972 року. За мотивами книг «Енн із Ейвонлі» і «Енн із Острова Принца Едварда».
- 1979 — Японія, «Анна з Зелених Дахів» (дослівно «Рудоволоса Енн»), аніме із 50 серій, продубльовано багатьма мовами, по сьогодні дуже популярна адаптація.
- 4 фільми канадської кіностудії «Салліван», режисер Кевін Салліван:

1. 1985 — Канада, мінісеріал «Енн з Зелених Дахів», одна із найпопулярніших екранізацій. Рімейк фільму 1934 року.
2. 1987 — «Енн із Зелених Дахів: продовження» (Anne of Green Gables: The Sequel[en]), інша назва — «Енн із Ейвонлі».
3. 2000 — «Енн із Зелених Дахів: продовження історії» (Anne of Green Gables: The Continuing Story[en]) — 26-серійний фільм.
4. 2008 — Канада, «Енн із Зелених Дахів: новий початок» (Anne of Green Gables: A New Beginning[en]) — четверта екранізація студії «Салліван».

- 1990—1996 — Канада, «Дорога до Ейвонлі» (Road to Avonlea[en]) — телесеріал за мотивами книг «Ейвонлійські хроніки» та «The Story Girl».

- 2001 — 26-серійний мультфільм Anne of Green Gables: The Animated Series[en] для дітей 8—12 років канадської кіностудії «Салліван».
- 2005 — Канада, «Подорож до Зелених Дахів» (Anne: Journey to Green Gables) — 26-серійний мультфільм, приквел до попереднього мультсеріалу.
- 2009 — Японія, «Привіт, Енн! Що було до Зелених Дахів» — приквел до аніме 1979 року. Екранізація роману «Що було до Зелених Дахів» (2008) Бадж Вілсон.
- 2016 — Канада, ще одна дуже відома екранізація «Енн із Зелених Дахів» (Anne of Green Gables[en]), і два сиквели:

1. 2017 — «Енн із Зелених Дахів: добрі зірки» (Anne of Green Gables: The Good Stars).
2. 2017 — «Енн із Зелених Дахів: вогонь і роса» (Anne of Green Gables: Fire & Dew).

- 2017 — Канада, найновіша екранізація, відомий серіал від Netflix «Енн» (Anne with an E), 3 сезони, 27 серій.

## «Енн» і туристична індустрія

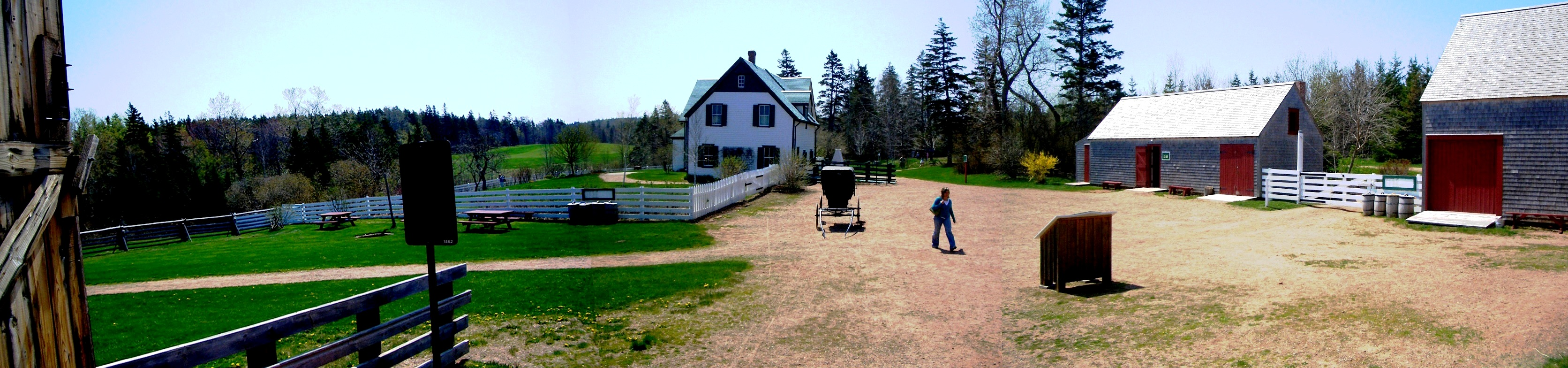
Панорама Зелених дахів

Зелені Дахи (англ. Green Gables) — це назва фермерського господарства XIX століття у Кавендіші (Острів Принца Едварда, Канада). Це одна з найвідоміших пам'яток в Канаді, що пов'язані з літературою.
Будинок був офіційно визнаний Національно-історичною пам'яткою Канади у 1985 році, маєток розташований на території Національного парку Острів Принца Едварда.
Популярність авторки та персонажів її книг активно використовується туристичною індустрією канадської провінції Острів Принца Едварда. У туристичні маршрути включено відтворений хутір-музей Green Gables, «населений» персонажами роману. У театрах йдуть мюзикли за книгами Монтгомері. Туристам радять відвідати шоколадний магазин, де «колись купувала цукерки сама Люсі Мод» тощо.
На честь вигаданого міста, в якому розгортаються події романів, також назвали село Ейвонлі в канадській провінції Саскачеван.